# Lac Khartchinski
Le lac Khartchinski ou lac Khartchinskoïe (en russe : Озеро Харчинское, ozero Kharchinskoïe) est un lac situé au centre de la péninsule du Kamtchatka, dans l'Extrême-Orient russe. 

## Description
Le lac mesure 11 km de long et 4 km de large, sa superficie est de 45 km2. Le nom du lac lui vient d'un ancien village nommé Khartchino ou Khartchine, qui était jadis un campement itelmène.
Au centre du lac se trouve une île. Au sud du lac, s'élève le volcan Khartchinski et au nord-est le Chiveloutch.
Le lac est le un lieu de frai pour plusieurs espèces de saumons : le saumon rouge (Oncorhynchus nerka), le saumon coho (Oncorhynchus kisutch) et le saumon rose (Oncorhynchus gorbuscha) ainsi que de plusieurs espèces de truites.
Les environs du lac Khartchinski ont été classés réserve de faune, afin de protéger les oiseaux et les castors, qui ont été introduits dans la région en 1977.